# Стерины

Стеран-3-ол

Стерины, стеролы (от холестерин, -ол) — природные органические соединения, производные стероидов, содержащие гидроксильную группу в положении 3. В основе структуры стеринов лежит насыщенный тетрациклический углеводород стеран.
По источникам получения стерины можно разделить на:
- зоостерины (из животных)
- фитостерины (из растений)
- микостерины (из грибов)

Большинство стеринов — кристаллические вещества, растворимые в органических растворителях и нерастворимые в воде.
Для человека представляет большую диетическую опасность группа оксипроизводных стеринов, играющих одну из ключевых ролей в патогенезе атеросклероза. Критическим фактором в проявлении заболевания является развитие процесса накопления холестерина в интиме сосудов, который зависит от соотношения поступления стерола в сосудистую стенку и его обратного выхода в плазму крови.